# 이원로 (용인시)
이원로(Iwon-ro)는 경기도 용인시 처인구에 있는 12.62km의 도로이다. 도로명은 이동읍과 원삼면의 앞 글자에서 따와 유래했다.

## 노선
전 구간이 지방도 제318호선에 속하기 때문에 이에 따른 표시를 하지 않음.
| 이름               | 접속 노선                                             | 소재지 | 소재지 | 비고       |
| ------------------ | ----------------------------------------------------- | ------ | ------ | ---------- |
| 이동농협앞사거리   | 지방도 제318호선 (백옥대로)                           | 용인시 | 처인구 |            |
| (신원교)           | 염티로                                                | 용인시 | 처인구 |            |
| (안젤리미술관)     | 이원로246번길                                         | 용인시 | 처인구 |            |
| (굴암교)           | 이원로380번길                                         | 용인시 | 처인구 |            |
| 장촌1교차로사거리  | 이원로600번길 이원로601번길                           | 용인시 | 처인구 |            |
| 장촌2교차로사거리  | 이원로640번길 이원로641번길                           | 용인시 | 처인구 |            |
| 문수산터널         |                                                       | 용인시 | 처인구 | 연장 1556m |
| 학일교차로사거리   | 고초골로 이원로913번길                                | 용인시 | 처인구 |            |
| 남용인 나들목      | 세종포천고속도로                                      | 용인시 | 처인구 |            |
| 새터말교차로사거리 | 학일로 이원로1035번길                                 | 용인시 | 처인구 |            |
| 야광교차로사거리   | 문촌로 보개원삼로1737번길                             | 용인시 | 처인구 |            |
| 독성1교차로삼거리  | 이원로1116번길                                        | 용인시 | 처인구 |            |
| 독성 교차로        | 국가지원지방도 제57호선 지방도 제318호선 (보개원삼로) | 용인시 | 처인구 | ㅡ         |